# أمرأة اللعوب المهلكة

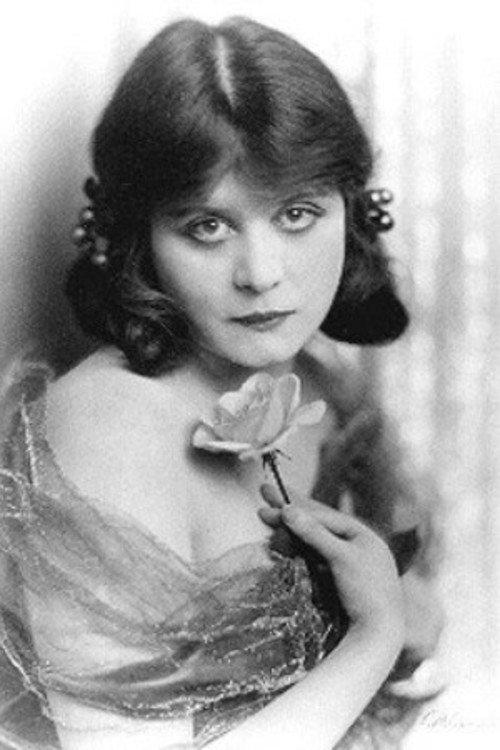
المملة ثيدا بارا, في فيلم الأحمق كان هناك

المرأة اللعوب المهلكة بالفرنسية: femme fatale، وتنطق /فَم فَتَال/، وتعني حرفيًا "المرأة المُهلكة")، وتُعرف أحيانًا بأسماء مثل "آكلة الرجال"، أو "ماتا هاري"، أو "الڤامب"، هي شخصية نمطية في الأدب والفن، تُجسد امرأة غامضة، فاتنة، ومغرية، تمتلك جاذبية مميتة تسحر بها عشاقها، وتقودهم في كثير من الأحيان إلى الفخاخ أو النهايات المهلكة.
إنها تجسيد للأُنوثة المُفترسة، ذات سحر يخطف العقول والقلوب، وقدرتها على الإغواء والإغراء كانت، في أقدم القصص، تُقارب حدود السحر والخوارق، مما جعلها تُوصَف حتى اليوم كأنها ساحرة أو فاتنة ذات قوى خارقة تُخضع بها الرجال.
وغالبًا ما تكون "المرأة الفاتنة القاتلة" شخصية شريرة أو ذات أخلاق ضبابية، ويحيط بها دائمًا هالة من الغموض والقلق والافتتان. هي ليست مجرد امرأة، بل رمز للغواية والخطر الكامن خلف الجمال.
يرجع أصل المصطلح إلى العبارة الفرنسية femme fatale، والتي تعني حرفيًا "المرأة القاتلة" أو "المرأة المُميتة". تمثل هذه الشخصية امرأة تسعى لتحقيق أهداف خفيّة من خلال مكر أنثوي، يتمثل في الجمال، والسحر، والجاذبية الجنسية.
في كثير من الحالات، يكون سلوكها تجاه الجنس غير مبالٍ، أو غامضًا، أو ماجنًا، ما يزيد من فتنتها وخطورتها في آنٍ معًا.
وقد لا تكتفي بالإغواء فقط، بل تلجأ أحيانًا إلى الكذب، أو التلاعب، أو حتى الإكراه، لتحقيق مرادها.
وفي بعض القصص، قد تستخدم وسائل تخدير أو أدوات للسيطرة، مثل الغاز المنوّم، وهي بمثابة نظير عصري لقوى سحرية كانت تملكها النساء الغامضات في الأساطير القديمة.
بل وقد تُقدّم نفسها أحيانًا كضحية، أو تُوحي بأنها محاصرة في وضع لا تستطيع الخروج منه — مما يضفي عليها طبقة من التعقيد النفسي، ويجعل من كشف حقيقتها مهمة أصعب وأكثر إثارة.